# Полет 406 на „Милиън Еър“
Полет 406 на „Милиън Еър“ e международен товарен полет от международното летище „Елой Алфаро“, Манта, Еквадор, до международното летище „Маями“, Маями, Флорида, Съединените американски щати, управляван от „Милиън Еър“. На 22 октомври 1996 г. самолетът „Боинг 727-323C“, който изпълнява полета, малко след излитане започва бързо да губи височина и се удря в камбанарията на католическа църква, след което се разбива в жилищен район близо до летището и експлодира, като разпръсва отломки върху десетки домове. В инцидента умират всички 4 души на борда и още 30 на земята.
Разследването е поето от няколко организации от Еквадор и Съединените американски щати и те установяват, че причината за инцидента е повреда в един от двигателите. „Милиън Еър“ има няколко нарушения, свързани с поддръжката на своите самолети. Издадени са повече от 50 предупреждения от Федералната авиационна администрация за около десетгодишен период и са платени 49 000 щ. д. глоби. След инцидента „Милиън Еър“ прекратява дейността си доброволно.